# Sungai Buluh (Muara Bulian)
Sungai Buluh is een bestuurslaag in het regentschap Batang Hari van de provincie Jambi, Indonesië. Sungai Buluh telt 2649 inwoners (volkstelling 2010).